# Sunnerbo domsaga
Sunnerbo domsaga var en domsaga i Kronobergs län, bildad 1779 efter delning av Sunnerbo, Västbo och Östbo häraders domsaga. Domsagan avskaffades den 1 januari 1971 och verksamheten överfördes till Ljungby tingsrätt.
Domsagan som omfattade Sunnerbo härad bestod under hela perioden av ett och samma tingslag, Sunnerbo tingslag.

## Häradshövdingar
- 1779–1807 Johan Hagman
- 1807–1839 Eberhard August Widegren
- 1841–1846 Lars Peter Eneqvist
- 1846–1877 Johan Abraham Tornérhielm
- 1878–1894 Johan Fredrik Mayer
- 1894–1909 Johan Oskar Carlqvist
- 1909–1935 Nils Adolf Eberhard Munck af Rosenschöld
- 1936–1959 Carl Harald Victor Schneider
- 1959–1970  Lars Gösta Munck af Rosenschöld